# Wierzbno (stanice metra ve Varšavě)
Wierzbno je stanice varšavského metra na lince M1. Kód stanice je A-8. Otevřena byla 7. dubna 1995. Ze stanice je možnost přestupu na autobus a tramvaj. Leží v městské části Mokotów. Stanice je uzpůsobena k funkci shromaždiště lidí v případě nouze, mimo jiné díky silným ocelovým dveřím u obou výstupů ze stanice.